# Beaver-Gletscher (Enderbyland)
Der Beaver-Gletscher ist ein 24 km langer und 6 km breiter Gletscher im ostantarktischen Enderbyland. Er fließt in westlicher Richtung zwischen dem Auster-Gletscher und Mount Gleadell zur Amundsenbucht.
Teilnehmer der Australian National Antarctic Research Expeditions besuchten den Gletscher am 28. Oktober 1956. Benannt ist er nach Flugzeugen des Typs DHC-2 Beaver, die der Expeditionsreihe zur Küstenerkundung dienten.